# Layla and Other Assorted Love Songs
| 전문가 평가                   | 전문가 평가 |
| 평가 점수                     | 평가 점수   |
| 출처                          | 점수        |
| ----------------------------- | ----------- |
| AllMusic                      | [ 1 ]       |
| Chicago Tribune               | [ 2 ]       |
| Christgau's Record Guide      | A+          |
| Down Beat                     | [ 4 ]       |
| Encyclopedia of Popular Music | [ 5 ]       |
| MusicHound Rock               | 5/5         |
| Q                             | [ 7 ]       |
| Rolling Stone                 | [ 8 ]       |
| Sputnikmusic                  | 5/5         |
| Uncut                         | [ 10 ]      |

《Layla and Other Assorted Love Songs》는 영국과 미국의 블루스 록 밴드 데릭 앤 더 도미노스의 더블 음반이다. 1970년 11월에 발매된 이 곡은 타이틀곡 〈Layla〉로 가장 잘 알려져 있으며, 에릭 클랩튼의 가장 큰 음악적 업적으로 여겨진다. 다른 밴드 멤버들은 키보드와 보컬의 바비 휘틀록, 드럼의 짐 고든, 베이스의 칼 레이들이었다. 듀안 올맨은 14곡 중 11곡에서 리드 기타와 슬라이드 기타를 연주했다.
《Layla and Other Assorted Love Songs》는 데릭 앤 더 도미노스의 첫 번째이자, 유일한 스튜디오 음반이다. 처음에는 비판적이고 상업적인 실망으로 여겨졌던 이 음반은 영국에서 차트에 실패했고 미국의 《빌보드》 톱 LP 차트에서 16위로 정점을 찍었다. 1972년, 1974년, 1977년 다시 미국 음반 차트로 돌아왔으며, 그 이후 미국 음반 산업 협회에 의해 플래티넘 인증을 받았다. 이 음반은 마침내 2011년에 영국 음반 차트에 데뷔하여 68위에 올랐다.
2000년에 그 음반은 그래미 명예의 전당에 헌액되었다. 2003년, 텔레비전 방송국인 VH1은 《Layla and Other Assorted Love Songs》를 역대 89번째 음반으로 선정했으며, 《롤링 스톤》은 "역사상 가장 위대한 음반 500장"의 목록에 117위에 올랐다. 2012년 이 음반 슈퍼 디럭스 에디션은 그래미 어워드 최우수 서라운드 사운드 앨범상을 수상했다.

## 배경
데릭 앤 더 도미노스는 에릭 클랩튼의 좌절감에서 벗어나 그의 이전 밴드인 슈퍼그룹 크림과 블라인드 페이스와 관련된 과대광고로 성장했다. 후자의 해체 이후, 그는 1969년 여름 블라인드 페이스의 미국 투어에서 오프닝으로 활동하던 중 알게 된 델라니 & 보니 앤 프렌즈에 합류했다. 밴드가 해체된 후, 친구 동문인 바비 휘트록은 잉글랜드 서리주의 클랩튼과 합류했다. 1970년 4월부터 두 사람은 휘트록의 표현대로 "그냥 뭔가 연주할 수 있는 것"을 작곡하는데 몇 주를 보냈다. 이 노래들은 나중에 《Layla and Other Assorted Love Songs》의 대부분을 차지할 것이다.
델라니 & 보니를 떠난 뒤 곧바로 조 코커와 함께 투어를 한 칼 레이들, 짐 고든은 영국에서 클랩튼과 휘트록과 재회했다. 클랩튼은 익명의 "데렉 앤 더 도미노스"의 보호 아래 각광을 피하려고 시도했고, 8월 첫 3주 동안 영국의 작은 클럽들을 순회하며 그와 함께 공연을 했다. 이 그룹의 이름은 첫 콘서트에서 아나운서가 "에릭 & 더 다이너모스"라는 밴드의 잠정적인 이름을 잘못 발음했기 때문에 생긴 것으로 알려졌다. 사실 클랩튼은 자신의 이름과 연예인이 "밴드" 이미지를 유지하는 데 방해가 되는 것을 원치 않아 "데릭 앤 더 도미노스"를 선택했다. 투어가 끝나자, 그들은 음반을 녹음하기 위해 마이애미의 크라이테리아 스튜디오로 향했다.

## 삽화
이 음반의 앞면 커버는 "프란드센 드 숄버그가 자신의 집을 학대해 준 것에 대해 감사한 마음으로 그린 그림"으로 인정받고 있다. 바비는 1970년 8월 한 인터뷰에서 그들은 그의 아들 에밀이 그들을 위해 취재한 프랑스에 있는 프란드센의 집에서 계란 던지기 싸움을 시작했다고 밝혔다. 그리고 나서 그는 그들을 아버지의 스튜디오로 데려갔고 그곳에서 그들은 그들의 음반 커버가 될 그림을 보았다. "La Fille au Bouquet"이라고 불리는 에릭은 즉시 그것이 묘사한 금발머리의 여성과 패티 보이드 사이의 유사점을 발견했다. 클랩튼은 또한 〈Layla〉 소매에 프란드센 드 숄버그의 이미지를 장식하지 않고 밴드의 이름이나 음반 제목을 알려줄 텍스트가 첨가되지 않았다고 주장했다.

## 곡 목록
| #  | 제목                                          | 작사·작곡                | 재생 시간 |
| -- | --------------------------------------------- | ------------------------ | --------- |
| 1. | 〈I Looked Away〉                             | 에릭 클랩튼, 바비 휘틀록 | 4:13      |
| 2. | 〈Bell Bottom Blues〉                         | 클랩튼, 휘틀록           | 5:02      |
| 3. | 〈Keep on Growing〉                           | 클랩튼, 휘틀록           | 6:21      |
| 4. | 〈Nobody Knows You When You're Down and Out〉 | 지미 콕스                | 4:57      |

| #  | 제목                   | 작사·작곡               | 재생 시간 |
| -- | ---------------------- | ----------------------- | --------- |
| 1. | 〈I Am Yours〉         | 클랩튼, 니자미          | 3:34      |
| 2. | 〈Anyday〉             | 클랩튼, 휘틀록          | 6:35      |
| 3. | 〈Key to the Highway〉 | 찰리 시거, 빅 빌 브룬지 | 9:40      |

| #  | 제목                                | 작사·작곡      | 재생 시간 |
| -- | ----------------------------------- | -------------- | --------- |
| 1. | 〈Tell the Truth〉                  | 클랩튼, 휘틀록 | 6:39      |
| 2. | 〈Why Does Love Got to Be So Sad?〉 | 클랩튼, 휘틀록 | 4:41      |
| 3. | 〈Have You Ever Loved a Woman〉     | 빌리 마일스    | 6:52      |

| #  | 제목                         | 작사·작곡       | 재생 시간 |
| -- | ---------------------------- | --------------- | --------- |
| 1. | 〈Little Wing〉              | 지미 헨드릭스   | 5:33      |
| 2. | 〈It's Too Late〉            | 척 윌리스       | 3:47      |
| 3. | 〈Layla〉                    | 클랩튼, 짐 고든 | 7:05      |
| 4. | 〈Thorn Tree in the Garden〉 | 휘틀록          | 2:53      |

## 인증
| 국가                       | 인증     | 판매량/출하량 |
| -------------------------- | -------- | ------------- |
| 캐나다 (뮤직 캐나다)       | 골드     | 50,000^       |
| 덴마크 (IFPI Danmark)      | 골드     | 50,000^       |
| 영국 (BPI)                 | 골드     | 100,000^      |
| 영국 (BPI) Re-release      | 실버     | 100,000^      |
| 미국 (RIAA)                | 플래티넘 | 1,500,000^    |
| 미국 (RIAA) Re-release     | 골드     | 1,500,000^    |
| ^출하량을 기반으로 한 인증 |          |               |